# Lubomír Sochor
Lubomír Sochor (7. července 1925 Boňkov – 14. listopadu 1986 Paříž) byl marxistický filozof, překladatel, pedagog a publicista, který v roce 1979 emigroval do Francie.

## Život

### Do prvního vyloučení z KSČ
Vystudoval právnickou a filozofickou fakultu Univerzity Karlovy, přednášel na pražské právnické fakultě a brněnské filozofické fakultě.
Ve druhé polovině 50. let patřil ke skupině elitních komunistů (např. Jaroslav Opat a Jiří Pelikán), která diskutovala, proč realizace socializmu neuspěla, i tom, zda cestou nemůže být tzv. jugoslávský model socialismu. Protože se diskuse odehrávaly za účasti jugoslávských diplomatů a novinářů, často na jugoslávském velvyslanectví, byli členové tzv. „jugoslávské skupiny“ obviněni z vyzvědačství a odsouzeni. Sochor byl vyloučen z KSČ a dva roky pracoval jako frézař. Do KSČ se vrátil v období rehabilitací v roce 1963.

### Do roku 1968
Po znovuzískání členství v KSČ přednášel na pražské právnické a na brněnské filozofické fakultě. Získal titul kandidát věd, na právnické fakultě se v roce 1965 habilitoval na téma Studie z dějin marxistické filozofie.

### Od roku 1968 do emigrace
V období před sovětskou invazí se politicky angažoval. V listopadu 1968 se stal redaktorem časopisu Listy, v letech 1968–1969 nástupce časopisů Literární noviny a Literární listy. Na mimořádném sjezdu KSČ v roce 1968 („Vysočanský sjezd“) byl zvolen do ústředního výboru, v období normalizace byl z KSČ opět vyloučen, dále pracoval jako vědecký dokumentátor.
S francouzskou manželkou emigroval z Československa v roce 1979, usadil se v Paříži.

### V Paříži
V Paříži působil jako docent na Universitě Denise Diderota (Université Paris VII). Byl členem redakčního kruhu Listů, které v Římě vydával Jiří Pelikán.
Zemřel sebevraždou.

## Dílo
Názory a dílo Lubomíra Sochora prošly vývojem od radikalismu a stalinismu po poznání, že stalinismus (v Sochorově názvosloví též marxismus–leninismus) se myšlenkově vyprázdnil.
Závěry Sochorových prací byly přijímány rozdílně. Jeho studie Lenin a Gramsci zaujala pozdějšího disidenta Jaroslava Šabatu, který k ní v Tvorbě zveřejnil rozsháhlou recenzi, sice kritickou, ale v zásadě oceňující ve své době neobvyklou práci. Naopak Vladimír Solecký (pozdější náměstek ústředního ředitele Československé televize) uvedl, že závěry Sochorovy studie Marxismus a masová kultura „nemají vědecký základ“.

### Publicistika
Koncem 40. a v 50. letech 20. století publikoval recenze a články marxisticko–stalinistického zaměření v časopise Tvorba, a v denním tisku.
V období „tání“ v 60. letech 20. století se snažil o to, aby marxismus v Československu nabyl kulturně kritickou podobu. (Viz napr. Literární noviny z roku 1965.)

### Překlady
- Za vědu a mír (autor Todor Pavlov, překlad kolektiv překladatelů Socialistické akademie; Brno, Rovnost, 1950)
- Filosofie ve službách monopolů (sborník statí sovětských autorů, z ruštiny sestavil sestavil a částečně přeložil Lubomír Sochor; Praha, Rovnost, 1951)	* Poznámky o Machiavellim, politice a moderním státu (autor Antonio Gramsci, Praha, Svoboda, 1970)
- Filosofie a politika (autor A. M. Děborin; Praha, NPL, 1966)
- Historický materialismus a filosofie Benedetta Croceho (Autor Antonio Gramsci, přeložili Stanislav Lyer a Lubomír Sochor; Praha, Svoboda, 1966)
- Leninismus v myšlení a činnosti A. Gramsciho (Autor Palmiro Togliatti; Praha. Svoboda, 1966)
- Marxismus a filosofie (Autor Karl Korsch, přeložili Lubomír Sochor a Jiří Růžička; Praha, Filosofia, 2019)
- Dějiny a třídní vědomí (studie o marxistické dialektice, autor György Lukács, překlad z němčiny; Praha, Filosofia, Academia, 2020)

### V zahraničí
V době působení na Universitě Denise Diderota zde vydal v roce 1983 text Contribution à l'analyse des traits conservateurs de l'idéologie du "socialisme réel" (Příspěvek k rozboru konzervativních rysů ideologie „reálného socialismu“), který vyšel v rámci sborníku Les Crises des systèmes de type soviétique (Krize systémů sovětského typu), redigovaného Zdeňkem Mlynářem.
V nakladatelství Index v Kolíně nad Rýnem vyšlo:
- Beitrag zur Analyse der konservativen Elemente in der Ideologie des "Realen Sozialismus" (Index, 1984)
- Contribution to an analysis of the conservative features of the ideology of "real socialism"; Index, 1984)
- Úvahy o ideologii a praxi reálného socialismu (vybrané statě z let 1969-1986; Index, Listy, 1987)

Posmrtné vydání
- Materiály k teorii elit a k její kritice – od klasiků do sedmdesátých let 20. století (Ondřej Lánský a Lubomír Sochor; Praha, Filosofia, 2018)